# Cinetus lusitanicus
Cinetus lusitanicus är en stekelart som först beskrevs av Jean-Jacques Kieffer 1907.  Cinetus lusitanicus ingår i släktet Cinetus, och familjen hyllhornsteklar. Arten är reproducerande i Sverige.